# 질소 고정 세균
질소 고정 세균(窒素固定細菌, 영어: diazotroph)은 공기 중의 질소를 고정해서 암모니아(또는 암모늄 이온 NH4+) 등으로 바꾸는 세균이나 고균을 말한다.

## 근류균
근류균(根瘤菌)은 고등 식물의 뿌리에 공생하여 유리 질소를 고정하는 박테리아이다. 리조비움 속(Rhizobium屬)에 속하는 산소성 박테리아로 식물체로부터 탄수화물 따위를 흡수하여 공기 중의 질소를 고정하여 식물체에 준다. 자연계에서 질소의 순환에 중요한 구실을 한다. 콩과 식물의 뿌리혹박테리아가 특히 유명하다.

## 질화균
질화균(窒化菌)은 질소고정세균등에 의해 생성된 토양 속 암모니아를 산화(酸化)시켜서 탄소 동화 작용을 하는 세균이다. 보다 식물이 질소를 흡수 및 사용하는데 용이한 형태인 질산염(NO3-)으로 전환할 수 있다.

## 번개
질산염생성생물(窒酸鹽生成生物)은 암모니아를 아질산염과 질산염으로 산화시킬 수 있는 생물종이다. 한편 구름과 구름 또는 구름과 대지간의 전위차에서 방전으로 발생하는 번개는 대기중의 산소와 질소를 질산염(NO3-)이온 형태로 변환해주는 주요 대기 작용중하나이다. 이 경우 질산염은 비속에 포함되어 토양에 도달할 수 있다.